# Georgia Aquarium

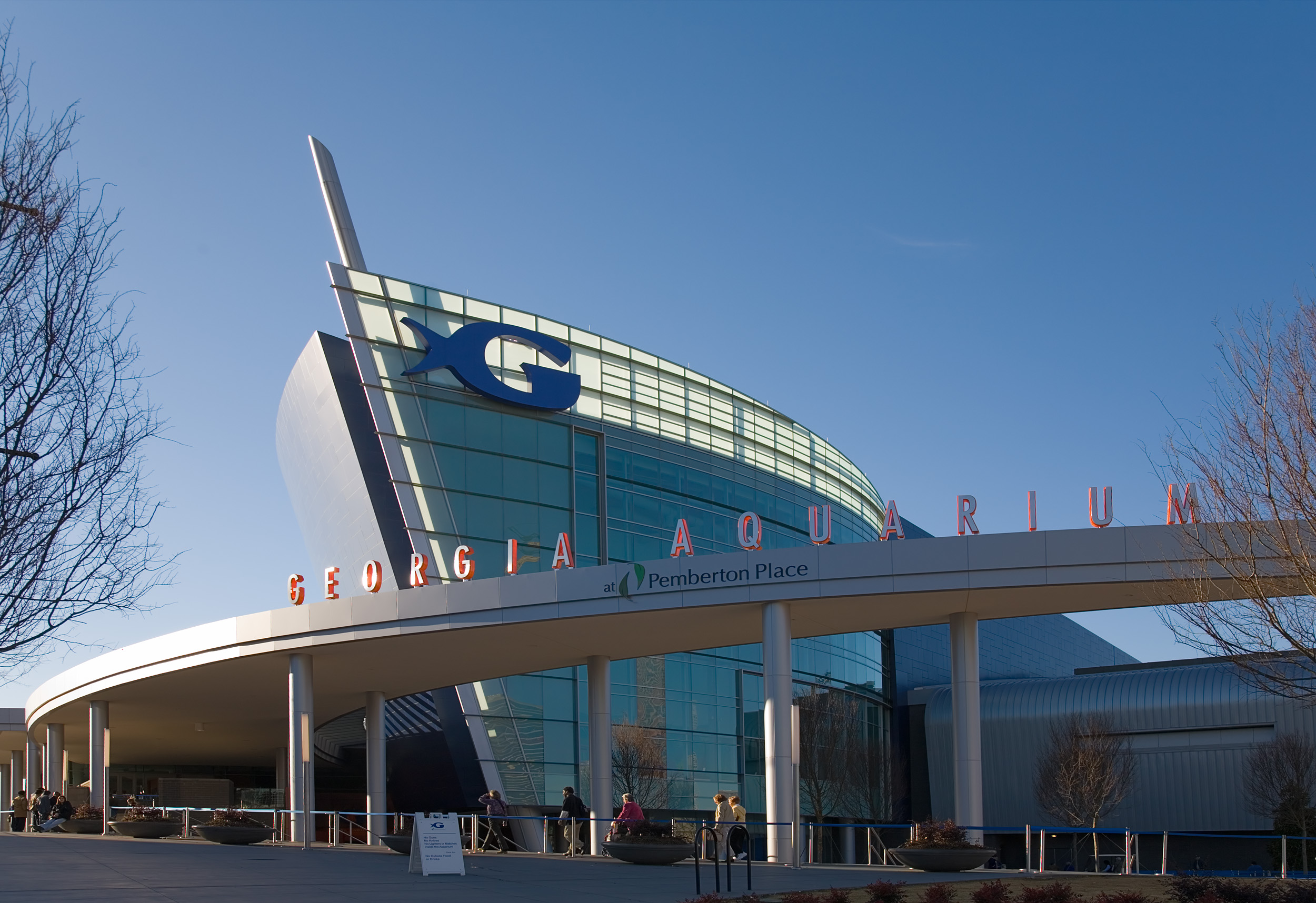
Wejście główne do Geogria Aquarium

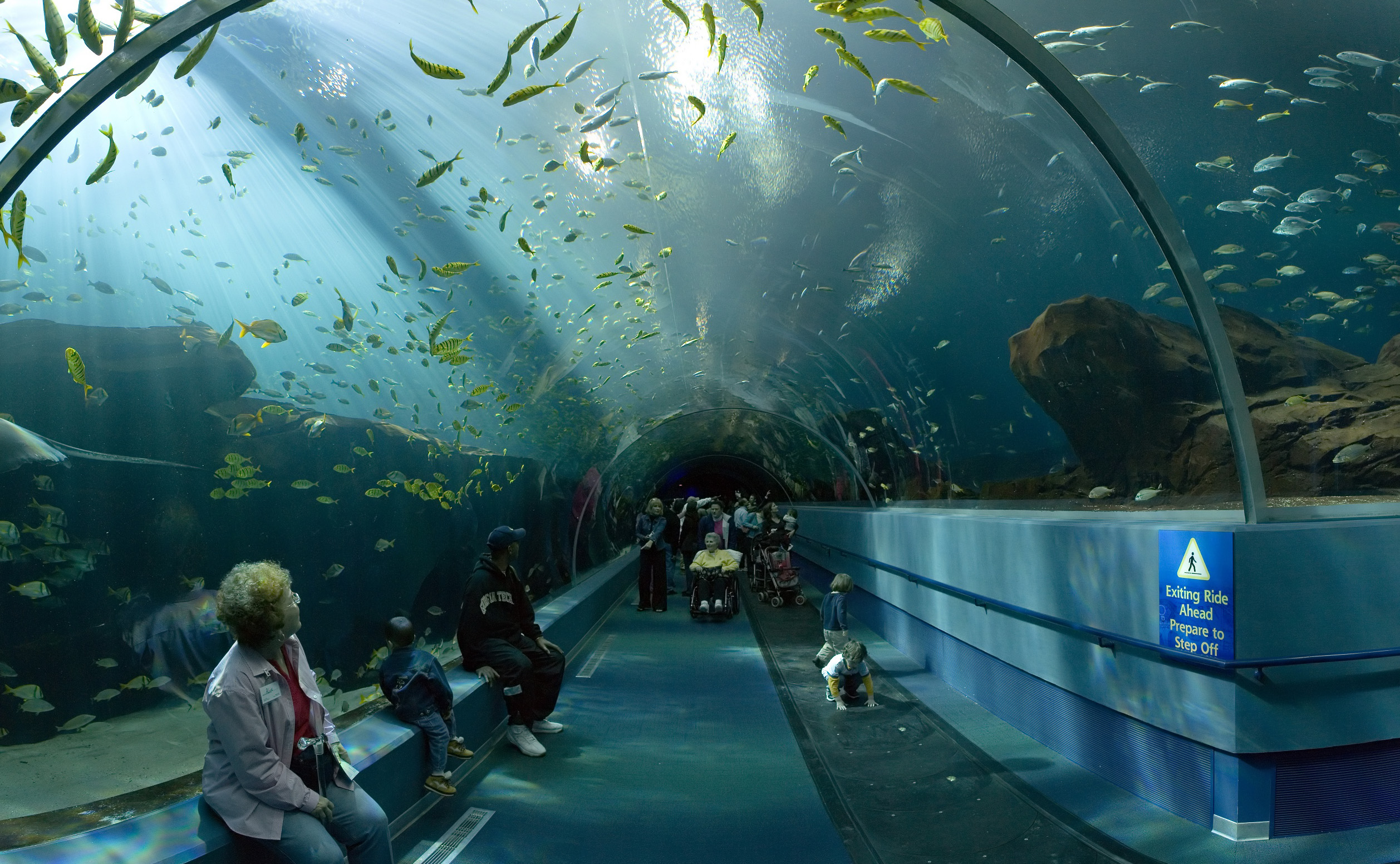
Podwodny tunel "The Ocean Voyager" w Georgia Aquarium

Georgia Aquarium, teatr z rekinami

Georgia Aquarium – akwarium publiczne zlokalizowane w miejscowości Atlanta w stanie Georgia (USA). Jest to największe na świecie akwarium z ponad 8,5 mln galonów (tj. 31000 m³) wody, przy czym posiada zarówno akwaria słodkowodne, jak i słonowodne dla łącznie około 120 tys. zwierząt i 500 różnych gatunków. W akwarium są cztery młode rekiny wielorybie, cztery wieloryby Beluga, oraz cztery manty.